# Alfonzo Flórez Ortiz
Alfonso Flórez Ortiz (* 5. November 1952 in Bucaramanga; † 24. April 1992 in Medellin) war ein kolumbianischer Radrennfahrer.

## Sportliche Laufbahn
Flórez war Straßenradsportler. 1970 war das Jahr, in dem er mit dem Radsport (zunächst auf regionaler Ebene) begann.  trat erstmals mit dem Gewinn der Nachwuchswertung in der Vuelta a Colombia 1974 (bei zwei Etappensiegen) international in Erscheinung. Ein Jahr später wurde er Zweiter im Straßenrennen der Panamerikanischen Spiele in Mexiko hinter dem Kubaner Aldo Arencibia. In den folgenden Jahren gewann er mehrfach Etappen der heimatlichen Rundfahrt, schließlich wurde er 1979 Gesamtsieger der Rundfahrt (wie später nochmals 1983). Auch 1977 und 1978 stand er auf dem Podium der Rundfahrt. Es folgte der Sieg bei der Vuelta Ciclista de Chile 1979. 1980 feierte er dann auf europäischem Boden seinen ersten Rundfahrtsieg mit dem Gewinn der Tour de l’Avenir. 1983 war er erstmals mit dem kolumbianischen Team Varta als Amateur am Start der Tour de France, schied jedoch aus. Ein Jahr später, 1984, wurde er 18. der Gesamtwertung. 1986 war er erneut bei der Tour dabei und wurde als 27. klassiert. 1985 fuhr er auch die Vuelta a España, schied jedoch aus. 1977 startete er erstmals bei den UCI-Straßen-Weltmeisterschaften, die in seiner Heimat ausgetragen wurden; er belegte den 12. Platz im Straßenrennen. 1983 startete er erneut bei der Weltmeisterschaft und wurde als 50. im Straßenrennen der Amateure klassiert, 1983 wurde er 50. 1987 beendete er seine Laufbahn.
Flórez starb 1992 bei einem Mordanschlag in Medellin, der nie aufgeklärt werden konnte.